# Турицкое
Турицкое (бел. Турыцкае) — озеро на границе Лепельского и Чашникского районов Витебской области. Лежит в бассейне реки Улла.
Площадь поверхности озера 0,64 км², длина 3,51 км, наибольшая ширина 0,44 км. Наибольшая глубина озера Турицкое составляет 3,9 м. Длина береговой линии 6,16 км, площадь водосбора — 9,5 км², объём воды 0,89 млн м³.
Озеро расположено в 10 км к юго-западу от города Чашники. Озеро имеет вытянутую, изогнутую форму, западная часть ориентирована в направлении запад-восток, восточная — в направлении юго-запад — северо-восток. Западная часть административно принадлежит Лепельскому району, восточная — Чашникскому. На восточном берегу озера находится деревня Зазерица. В озеро впадает несколько ручьёв, из северной части вытекает ручей, впадающий в реку Улла.
Склоны котловины высотой 5 — 10 м, распаханные. Берега низкие, на юге песчаные, остальные сплавные. Пойма шириной 5-100 м, под лесом и кустарником. Дно сапропелистое. Зарастает слабо.
Название Турицкое восходит к финно-угорскому термину тур «озеро».